# Rovasenda
Rovasenda is een gemeente in de Italiaanse provincie Vercelli (regio Piëmont) en telt 1010 inwoners (31-12-2004). De oppervlakte bedraagt 29,3 km², de bevolkingsdichtheid is 34 inwoners per km².

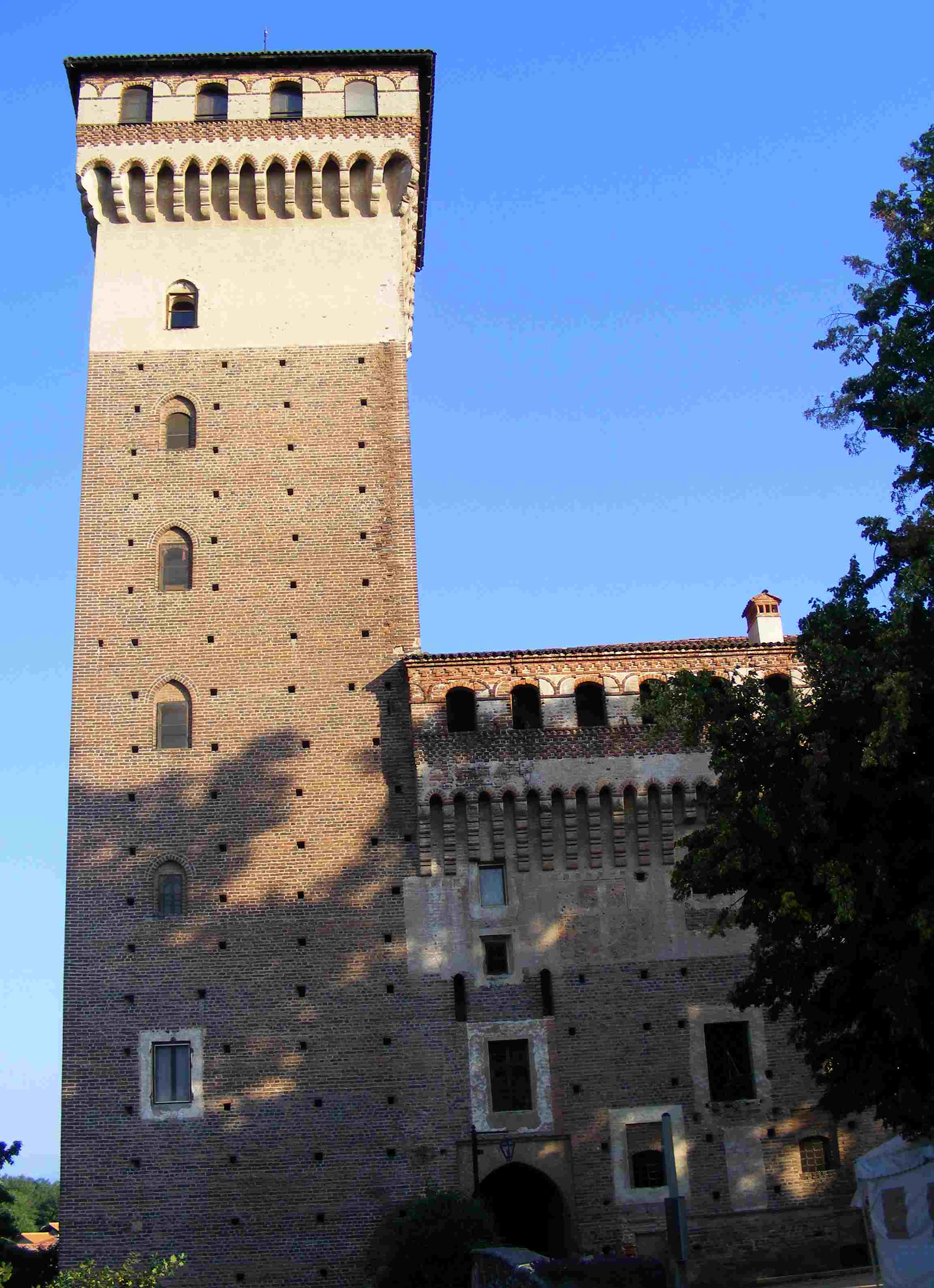
Kasteel van Rovasenda
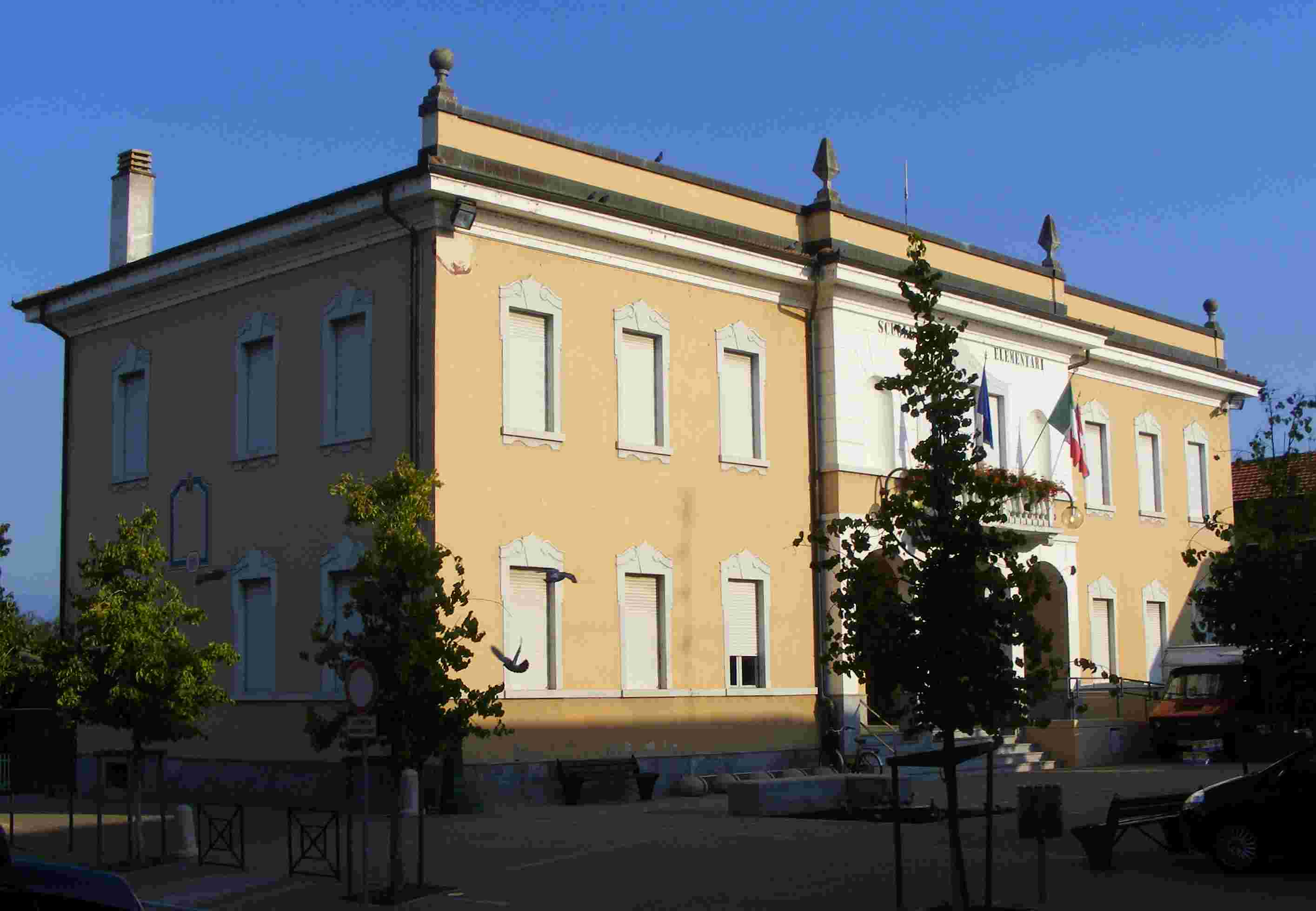
Gemeentehuis

## Demografie
Rovasenda telt ongeveer 447 huishoudens. Het aantal inwoners daalde in de periode 1991-2001 met 4,4% volgens cijfers uit de tienjaarlijkse volkstellingen van ISTAT.
| Jaar | Inwoneraantal |
| ---- | ------------- |
| 1991 | 1056          |
| 2001 | 1010          |

## Geografie
Rovasenda grenst aan de volgende gemeenten: Arborio, Brusnengo (BI), Buronzo, Gattinara, Ghislarengo, Lenta, Masserano (BI), Roasio, San Giacomo Vercellese.